# Матілья-де-лос-Каньйос-дель-Ріо
Матілья-де-лос-Каньйос-дель-Ріо (ісп. Matilla de los Caños del Río) — муніципалітет в Іспанії, у складі автономної спільноти Кастилія-і-Леон, у провінції Саламанка. Населення — 632 особа (2021).
Муніципалітет розташований на відстані близько 190 км на захід від Мадрида, 27 км на південний захід від Саламанки.
На території муніципалітету розташовані такі населені пункти: (дані про населення за 2010 рік)
- Кампо-дель-Оспісіо: 0 осіб
- Канільяс-де-Торнерос: 22 особи
- Карраскаль-де-Санчиріконес: 7 осіб
- Карраскаліно: 0 осіб
- Ель-Куето: 0 осіб
- Лінехо: 9 осіб
- Матас-Альтас: 2 особи
- Матілья-де-лос-Каньйос-дель-Ріо: 614 осіб
- Очандо: 3 особи
- Посіто: 4 особи

## Галерея зображень

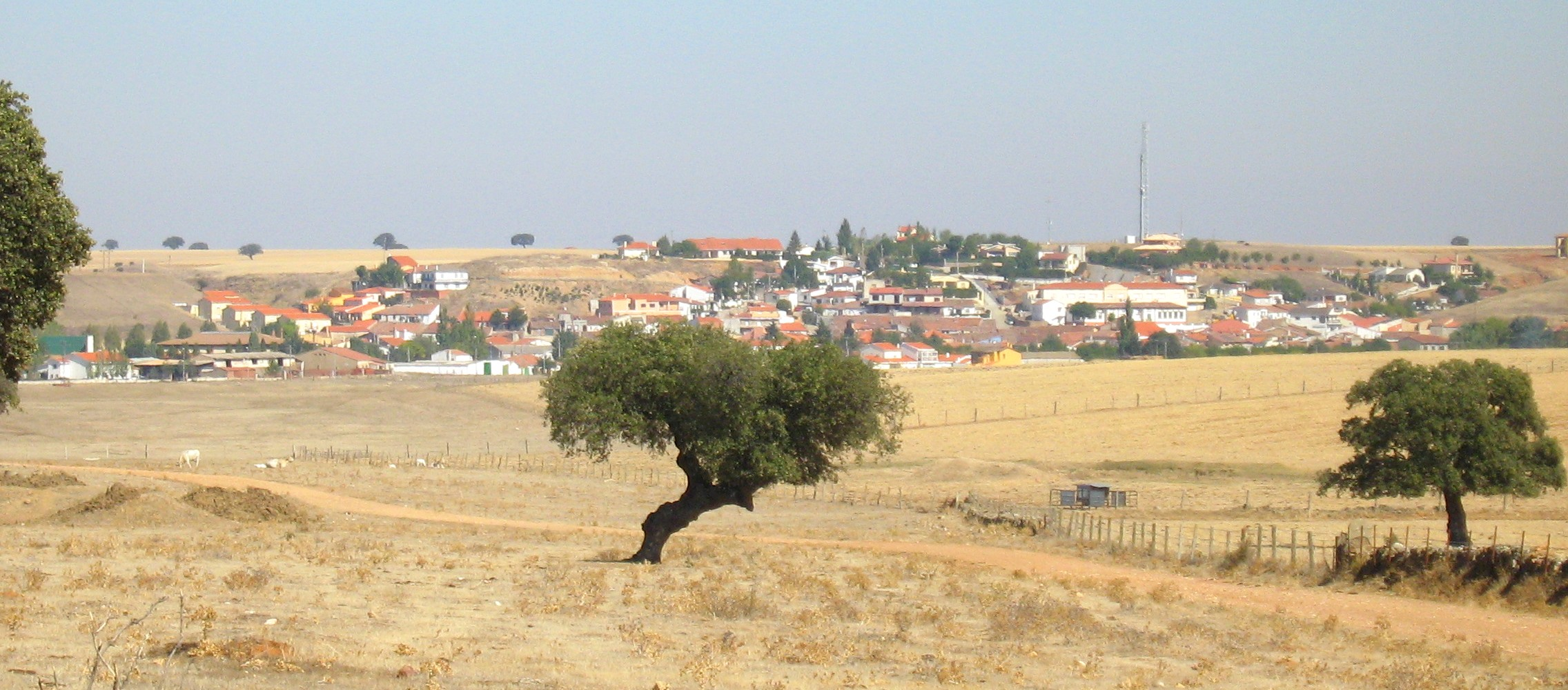

## Демографія
Динаміка населення (INE ):

## Зовнішні посилання
- Провінційна рада Саламанки: індекс муніципалітетів [Архівовано 23 квітня 2009 у Wayback Machine.]
- Посилання на Google Maps